# Aleksandras Abišala
Aleksandras Abišala, né le 28 décembre 1955 à Inta, est un homme d'État lituanien, Premier ministre du 21 juillet au 2 décembre 1992. Il est un des signataires de l'Acte de rétablissement de l'État lituanien en 1990.

## Biographie
Aleksandras Abišala a effectué sa scolarité jusqu'à la fin du lycée, en 1973, dans la ville de Kaunas.
En 1978, il est diplômé en physique de l'Université de Vilnius, alors connue sous le nom d'Université d’État de Vilnius. Par la suite, entre 1980 et 1981 il travailla en tant qu'ingénieur au sein de l'Institut polytechnique de Kaunas, avant de continuer sa carrière jusqu'en 1990 à l'Institut des techniques de mesure radio de Kaunas.
Il est titulaire d'un doctorat en physique de l'Université de Vilnius (1986).
Il fut membre de la Commission permanente de l'éducation, de la science et de la culture.
Il fut d'abord ministre au sein du gouvernement lituanien entre 1991 et 1992 avant de devenir Premier Ministre.